# ليمو
ليمو هي بلدة فرنسية تقع في إقليم أود في منطقة أوسيتاني جنوب فرنسا.